# Polly Swann
Pour les articles homonymes, voir Swann.
Polly Swann est une rameuse britannique née le 5 juin 1988 à Lancaster. Elle a remporté la médaille d'argent du huit féminin aux Jeux olympiques d'été de 2016 à Rio de Janeiro.